# Djibo Bakary

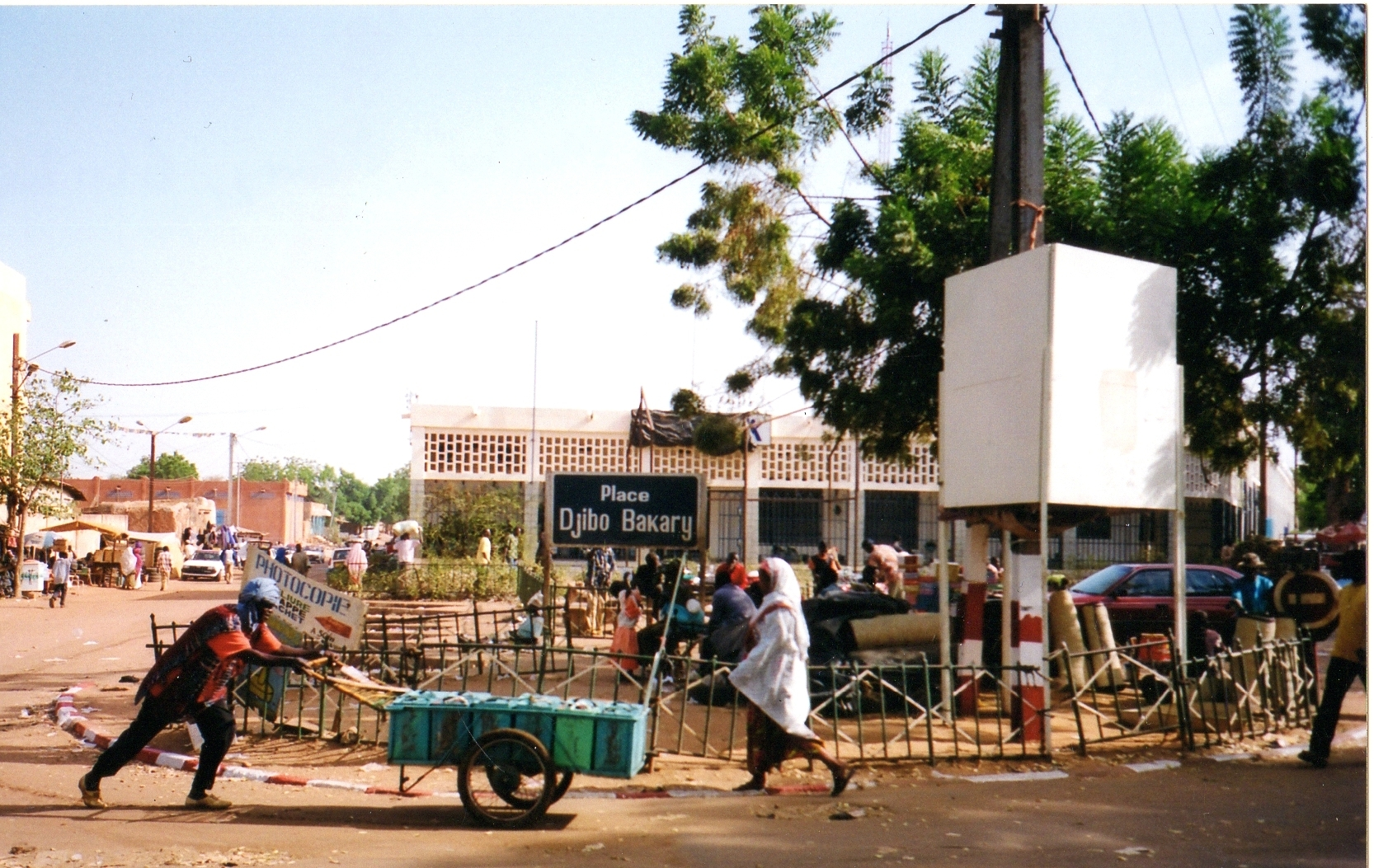
Place Djibo Bakary, Niamey

Djibo Bakary, född 1922 i Soudouré, Niger, död 16 april 1998 i Niamey, var regeringschef i Niger den 20 maj 1957 till den 10 oktober 1958. Han var ledare inom fackföreningsrörelsen fram till 1956, då han utsågs till borgmästare i Niamey. Djibo Bakary fick senare fly från Niger, han återvände 1974 efter militärkuppen, och satt sedan fängslad fram till 1987.[källa behövs]